# Processus de Berlin

États candidats à l'adhésion à l'UE participants
États de l'UE participants
Autres États de l'UE
Autres États participants

Le Processus de Berlin est une initiative diplomatique lancée par l'Allemagne lors de la conférence des États des Balkans occidentaux, qui s'est tenue à Berlin en 2014 en vue d'accélérer les processus d'adhésion dans l'Union européenne des pays de la région.
Le processus s'inscrit dans une double dynamique de développement des liens multilatéraux entre les Balkans occidentaux et certains États membres de l'Union européenne et d'amélioration de la coopération régionale dans une zone marquée par de profonds conflits ethniques et territoriaux tout au long du XXe siècle et jusqu'au début du XXIe siècle et la dislocation de la Yougoslavie. Les discussions portent principalement sur des questions de développement des infrastructures et de l'économie de la région. C'est l'une des initiatives phares du troisième cabinet Merkel en matière de politique étrangère.

## Historique

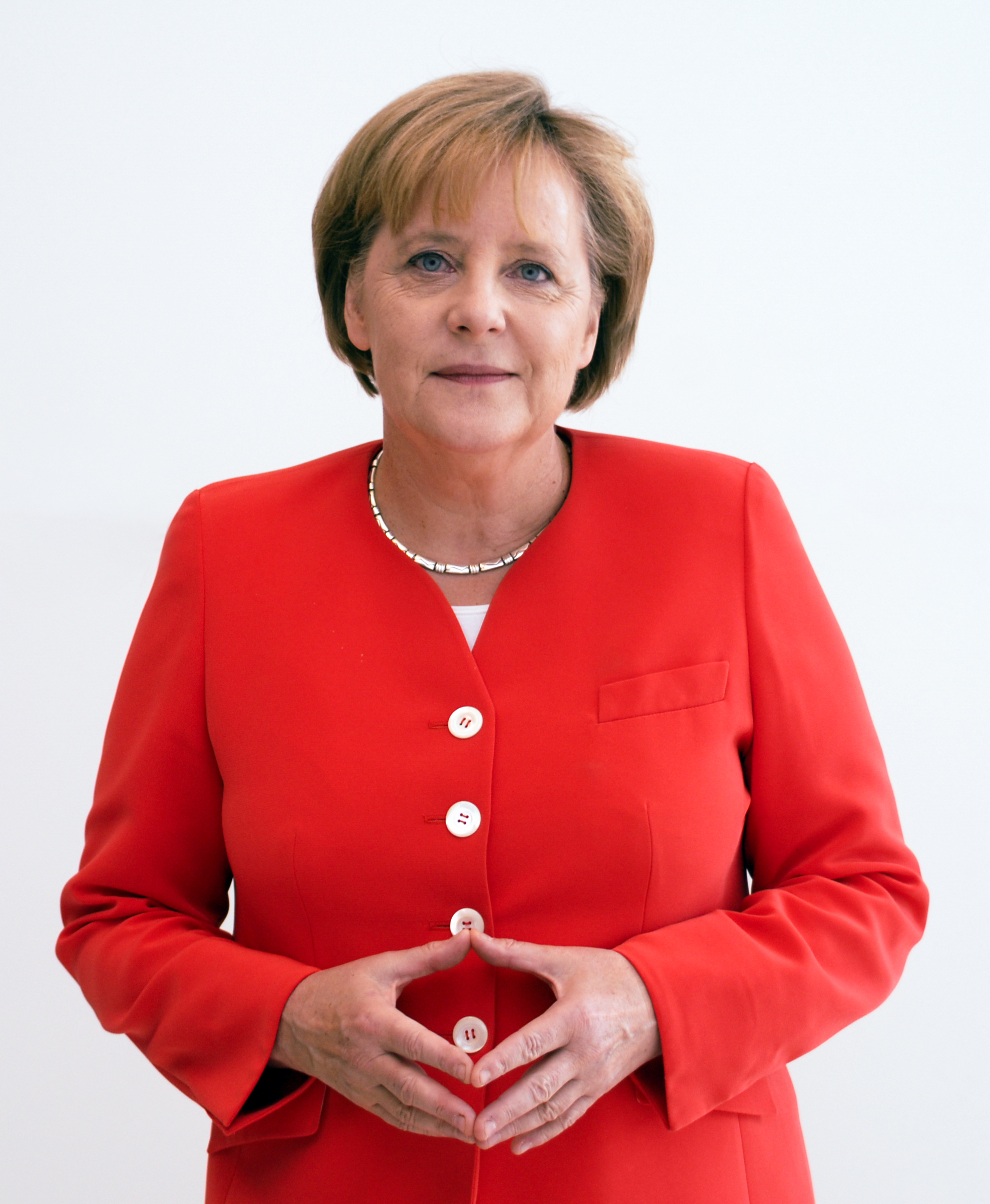
Angela Merkel, initiatrice du processus.

Un sommet a lieu annuellement dans l'un des États participant au processus et permet la rencontre de dirigeants politiques et de représentants de la société civile autour de thématiques spécifiques :
En 2014, la première conférence se tient à Berlin et réunit des représentants européens, allemands, autrichiens, croates (membre de l'Union européenne depuis 2013), slovènes (membre de l'UE depuis 2004) et de l'ensemble des États des Balkans. L'objectif principal affiché par l'hôte de la conférence, Angela Merkel, est de montrer l'engagement de l'UE à travailler à long terme avec les Balkans occidentaux dans la perspective de futurs élargissements. C'est également l'occasion pour les dirigeants de ces États de montrer leurs engagements à travailler ensemble au niveau régional.
Cette même année, le nouveau président de la Commission européenne, Jean-Claude Juncker, annonce que jusqu'en 2020, « il n'y aura pas de nouveaux élargissements de l'Union européenne » ; cela ne remet pas en cause l'approfondissement des relations et des partenariats menés entre l'UE, ses membres et les États des Balkans aux travers des différentes politiques menées (Accords de stabilisation et d'association, politique étrangère et de sécurité commune, instruments de préadhésion, etc.).
En 2015, le second sommet a lieu à Vienne ; la France et l'Italie se joignent au processus et les thématiques sont élargies à des sujets tels que la création d'emplois, la liberté d'expression et le règlement des différends bilatéraux persistants dans la région. La crise migratoire en Europe qui affecte les deux ensembles de pays (UE et candidats) est également présente dans les discussions.
En 2016, le troisième sommet se tient à Paris et le nombre de projets de coopération est revu à la hausse avec notamment le cofinancement par l'Union européenne de trois projets ferroviaires d'envergure, de projets visant à améliorer l'efficacité énergétique au niveau régional (mise en place d'un marché régional de l'électricité), du développement du marché régional commun (ALECE), de l'amélioration des échanges universitaires au travers du programme Erasmus, d'investissements dans l'éducation et de la mise en place d'un Bureau régional de coopération de la jeunesse (sur le modèle de l'Office franco-allemand pour la jeunesse).
En 2017, le quatrième sommet se tient à Trieste et poursuit les efforts menés depuis 2014 ; un vaste plan d'investissement baptisé « The Balkan Marshall Plan » est approuvé ; avec un  budget de plus de 500 millions d'euros apporté par la Banque européenne d'investissement (BEI) et la Banque européenne pour la reconstruction et le développement (BERD)), il vise à développer les zones moins développées de la région.
En 2018, le cinquième sommet se tient à Londres et se concentre sur la stabilité économique de la région afin de créer un environnement propice aux affaires. Des mesures sont prises afin de prévenir le chômage des jeunes et de promouvoir entrepreneuriat et l'inter-connectivité régionale. Le sommet aborde la question de la sécurité et de la lutte contre le crime organisé, le trafic d'êtres humains, de drogues et d'armes ainsi que le terrorisme. L'accent est mis sur la consolidation de la démocratie et la prévention des conflits dans la région.
En 2019, le sixième sommet se tient à Poznań. Un accord régional d'itinérance est signé à cette occasion.
En 2020, Le septième sommet a lieu en Bulgarie à Sofia il est coprésidé par la Bulgarie et la Macédoine du Nord.
En 2022, le huitième sommet se tient à Berlin au mois de novembre. Trois accords de mobilité sont signés à cette occasion : un accord de libre circulation entre les cinq pays des Balkans au moyen d'une carte d'identité, la reconnaissance mutuelle des diplômes universitaires et la reconnaissance par les employeurs des qualifications professionnelles et des diplômes.
En 2023, Le neuvième sommet se tient à Tirana le 16 octobre. Le sommet s'est concentré sur la nécessité d'investir dans la recherche et l'innovation. Un pacte régional pour le climat a été signé. Le sommet a célébré la création du Collège Europe à Tirana.
En 2024, le dixième sommet se tient à Berlin le 14 octobre. Le sommet permet la mise en place du Plan d'action pour le Marché commun régional (2025-2028) dans les domaines de la libre circulation des marchandises, de la libre circulation des services, des mesures commerciales horizontales[Quoi ?], du développement du capital humain, de l'environnement propice aux entreprises et à la compétitivité, et de la transformation numérique. Un accord sur l'accès à l'enseignement supérieur est signé, qui permet la mobilité et la poursuite d'études des étudiants dans les établissements homologués. Plusieurs accords concernant le commerce, les droits des consommateurs et l'emploi sont également signés.

## États participants
Neuf États membres de l'Union européenne participent au processus :
- Allemagne
- Autriche
- Bulgarie
- Croatie
- France
- Grèce
- Italie
- Pologne
- Slovénie

Un État extérieur à l'Union européenne :
- Royaume-Uni

La totalité des États des Balkans occidentaux sont associés au projet :
- Albanie
- Bosnie-Herzégovine
- Kosovo
- Macédoine
- Monténégro
- Serbie

## Sources

## Compléments